# Генетичний жетон

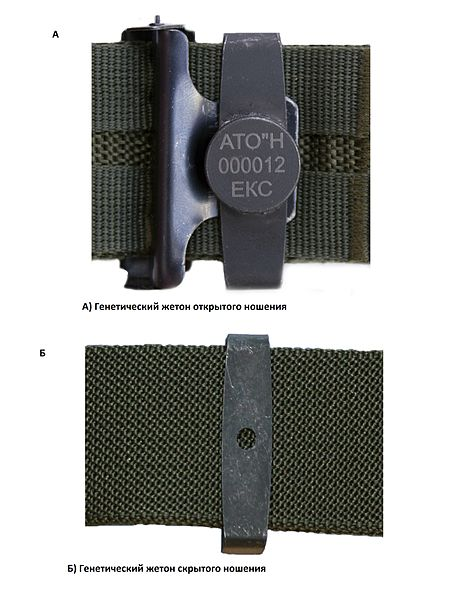
Генетичний жетон відкритого ношення

Генетичний жетон – це набір біологічних і електронних даних особи, поміщених у тугоплавкий, водонепроникний корпус з титану, сталі, композиту. Жетон військовослужбовця кріпиться на армійському ремені. Застосовується двох видів: відкритого та прихованого носіння. 

## Вміст

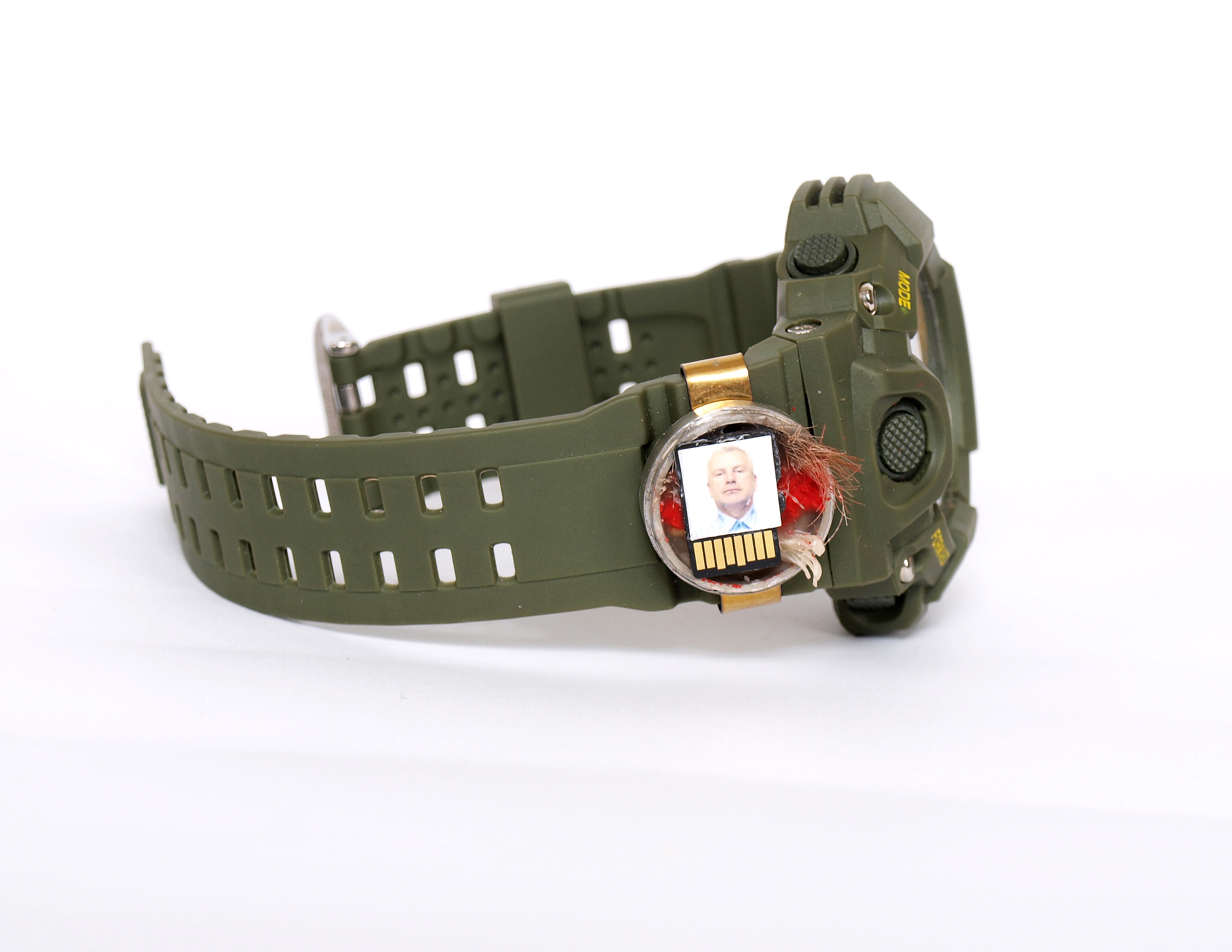

- Пучок чистого нефарбованого волосся
- Чисті нігтьові пластини
- Крапля висушеної крові
- Фото 1х1
- Електронний чип microSD

Жетон має два або більше рівнозначних зразки біологічних матеріалів особистості. Один з яких знаходиться на поясному ремені, на шиї, ремінці годинника і т. д. Інший (другий), рівнозначний за наповненням, може зберігатися вдома в сім'ї або у військкоматі. 
У разі настання надзвичайної події (обгорання, розрив тіла, завал землею,утоплення, амнезія, загибель тощо), вміст жетонів (те, що на індивідуумі) і те, що зберігається вдома, у військкоматі,  It bank dna за короткий час порівнюється з виділеним на ДНК для подальших юридичних процедур.

## Історія винаходу
Генетичний жетон АТО'Н запропонував використовувати український громадський діяч Сергій А. П'ятигорець після початку збройного конфлікту на Сході України в 2014 р.
30 червня 2015 р. було проведено круглий стіл « Офіцерського корпусу» Громадської ради при МО України, на якому були продемонстровані різні персональні генетичні жетони військового і цивільного зразка представникам преси, волонтерам і офіцерам – ветеранам війни.
У 2016 р. в Україні був виданий патент на Генетичний жетон.[джерело?]
Перші генетичні жетони армійського зразка відкритого і прихованого носіння були вручені на 6 сесії Одеської обласної ради сьомого скликання. Генетичні персональні жетони для особового складу отримали: начальник Південного територіального управління Національної Гвардії України - 500 штук; головний військовий комісар Одеського обласного військового комісаріату – 500 штук; заступник Головного управління Національної поліції в Одеській області – 500 штук.
12 липня 2016 р. Верховна Рада України прийняла за основу законопроєкт №2001а про внесення змін у деякі законодавчі акти щодо генетичної ідентифікації військовослужбовців.

## Застосування
Комплекс технологій застосованих для зберігання даних дозволить забезпечити збереження протягом 1000 років. 

## Напрямки застосування
Основне застосування:
- Військове

- Цивільне

Військове: Ідентифікація військовослужбовців повинна проходити на базі генетичних матеріалів. Зокрема зразків волосся, нігтів, висушеної краплі крові. Вони будуть запропоновані для добровільної здачі при проходженні медичної комісії або іншим способом. Будуть зберігатися протягом усієї військової служби. [Архівовано 10 квітня 2017 у Wayback Machine.]
Цивільне: Генетичний жетон можна брати з собою в повітряні подорожі,туди, де є пасивні ризики, на літаки, які, на жаль, падають з незалежних від пасажирів причин. Любителям активного відпочинку на воді, дайвінгу, спелеології, гірських сходжень  [Архівовано 15 травня 2017 у Wayback Machine.] , космічних польотів генетичний жетон дасть можливість не бути безіменним, зниклим безвісти.

## Зберігання
Зберігання генетичних жетонів військовослужбовців та прирівняних до них осіб, які перебувають постійно чи тимчасово в зонах ризику, не вимагає особливих умов або навичок при правильному чистому заборі біоматеріалів. Військкомат, батьки, сім'я або It bank dna можуть забезпечити постійну або тимчасову можливість для збереження другого (дубліката), третього генетичного жетона на необхідний тимчасовий або тривалий термін.

## Зноски
1. ↑  Активисты предлагают новую систему идентификации военных
2. ↑  Відбулося засідання регіонального парламенту. Архів оригіналу за 24 лютого 2017. Процитовано 17 березня 2017.
3. ↑  Архівована копія. Архів оригіналу за 24 лютого 2017. Процитовано 6 квітня 2017.{{cite web}}:  Обслуговування CS1: Сторінки з текстом «archived copy» як значення параметру title (посилання)